# Daniel Bellissimo
Daniel Bellissimo (* 15. srpna 1984, Toronto) je kanadský hokejový brankář, který získal italské občanství. Na MS 2014 reprezentuje Itálii.

## Statistiky
| Sezóna  | Tým                         | Liga    | Z  | V  | P  | R | MIN  | GA  | SO | PR   | %     |
| ------- | --------------------------- | ------- | -- | -- | -- | - | ---- | --- | -- | ---- | ----- |
| 2001/02 | Vaughan Vipers              | OPJHL   | 37 |    |    |   |      |     |    |      |       |
| 2002/03 | Vaughan Vipers              | OPJHL   | 9  |    |    |   |      |     |    |      |       |
| 2002/03 | Georgetown Raiders          | OPJHL   | 24 |    |    |   |      |     |    |      |       |
| 2003/04 | Georgetown Raiders          | OPJHL   | 7  |    |    |   |      |     |    |      |       |
| 2003/04 | Stouffville Spirit          | OPJHL   | 4  |    |    |   |      |     |    |      |       |
| 2003/04 | St. Michael's Buzzers       | OPJHL   | 20 |    |    |   |      |     |    |      |       |
| 2004/05 | Western Michigan University | NCAA    | 35 | 14 | 18 | 2 | 2014 | 113 | 0  | 3.37 | 0.899 |
| 2005/06 | Western Michigan University | NCAA    | 38 | 9  | 22 | 6 | 2227 | 135 | 2  | 3.64 | 0.893 |
| 2006/07 | Western Michigan University | NCAA    | 15 | 5  | 10 | 0 | 894  | 58  | 0  | 3.89 | 0.867 |
| 2007/08 | HC Asiago                   | Serie A | 31 |    |    |   | 1793 | 117 | 0  | 3.91 | 0.902 |
| 2008/09 | HC Asiago                   | Serie A | 41 |    |    |   |      |     |    |      |       |
| 2009/10 | HC Asiago                   | Serie A | 39 | 25 | 13 | 0 | 2316 | 93  | 1  | 2.41 | 0.936 |
| 2010/11 | HC Asiago                   | Serie A | 31 | 22 | 7  | 0 | 1803 | 78  | 1  | 2.59 | 0.929 |

* GA - obdržené góly, SO - utkání s čistým kontem, PR - brankový průměr na zápas, % - úspěšnost